# ماشيا (عمارة)

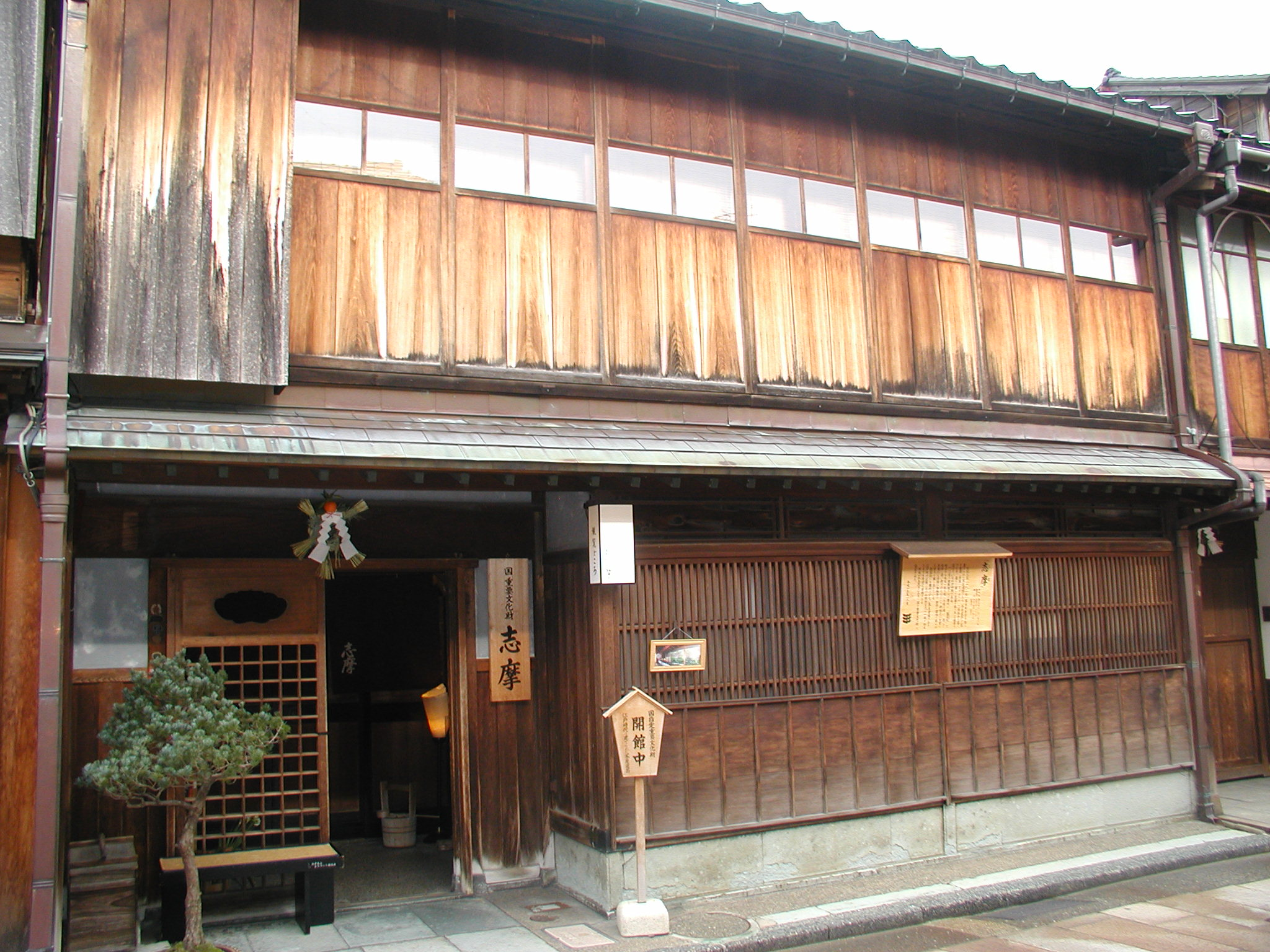
منزل الجيشا في كانازاوا.

الماشيا (町屋) هي بيوت خشبية نموذجية في مراكز المدن اليابانية، والتي كانت سكنا وورش عمل للناس لعدة قرون، بما في ذلك كيوتو. وهي معادلة لمدينة النوكا (農家، « المزارع ») في الريف الياباني، ويجمعان تحت اسممينكا.

## الوصف
يدعوهم اليابانايون سخرية أوناغي نو نيدوكو (うなぎの寝床) أي «غرف نوم الأنقليس»، بسبب شكلها الطويل والضيق. 

وقد تم تشكيل مجموعات متجانسة مكونة من حوالي 40 وحدة عائلية تسمىشو (町، « بلدة »). تم إرفاق كل بلدة بمعبد أو مزار وجمعت مجموعة معينة من الحرفيين والتجار. 

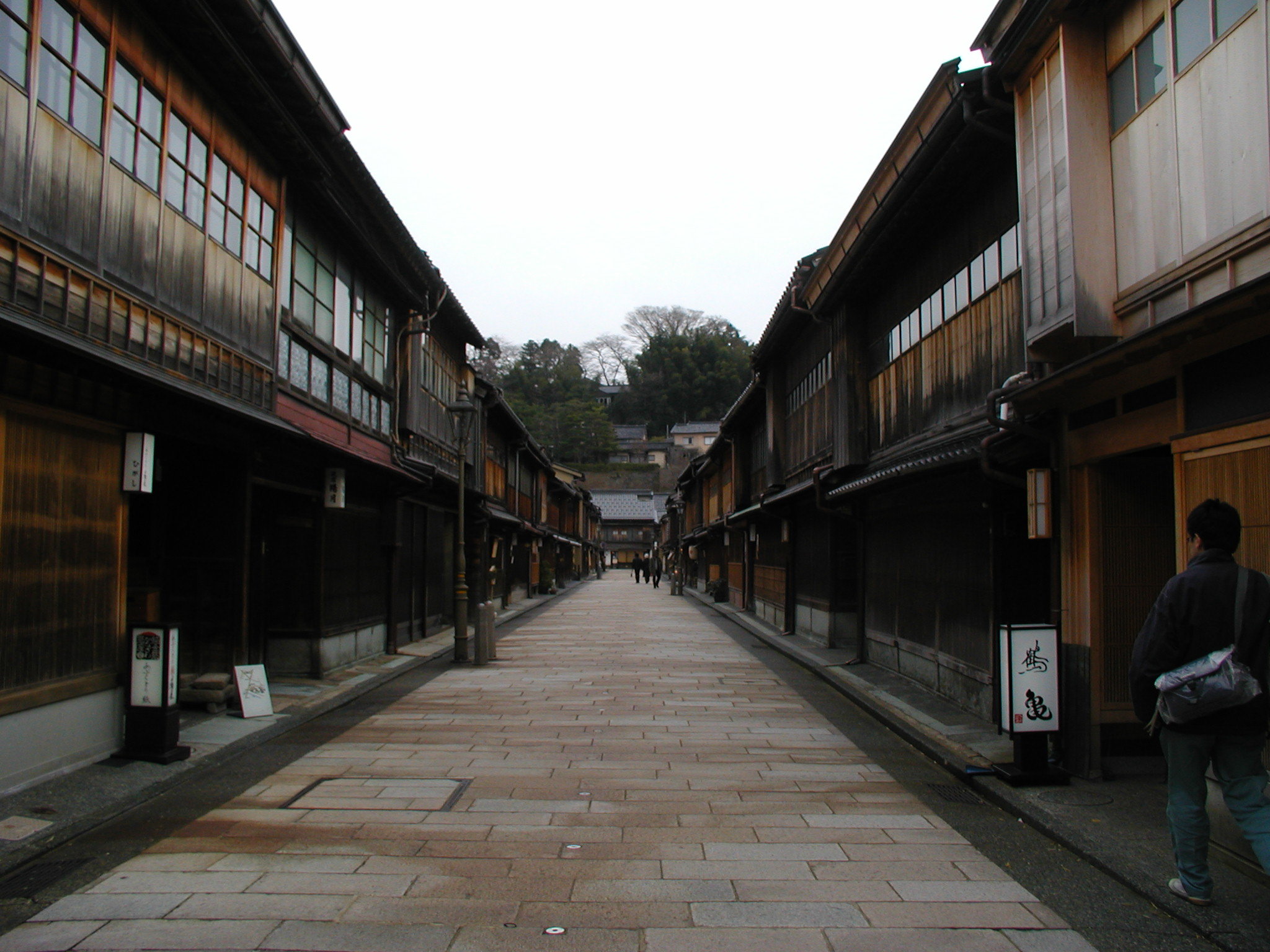
في كانازاوا.

كانت كل هذه الإنشاءات الخشبية بالطبع فريسة سهلة للحرائق التي دمرت العاصمة القديمة. هذا هو السبب في عدم وجود أي ماشيا قبل عهد ميجي في كيوتو. يطلق علىماتشيا كيوتو «كيو ماتشيا» لأن لها خصائصها الخاصة. ووفقا لدراسة ، في عام 2010 كان هناك ما يقرب من 48 000 كيو ماشيا في ظروف معمارية مختلفة. 
جميع الماشيا تقريبا مرتبة على نفس النموذج حيث تحتل المتاجر والشقق الجهة الأمامية، بينما يوجد ممر طويل، حيث يوجد المطبخ، المستودعات وحديقة صغيرة في الخلف. 
في الوقت الحاضر، أصبح تجديدالماشيا أحد أنشطة ورش العمل المعمارية، وخاصة في كيوتو حيث تم تجاهل قيمة تراثها لفترة طويلة، وإن بدأت مدينة كيوتو في اتخاذ تدابير لدعم برامج الترميم حديثا. 
لم تعد طريقة العيش في هذه المنازل التقليدية مناسبة دائمًا لتطلعات الأسر اليابانية، التي تريد أن تكون قادرة على الحصول على مرآب لسيارتها، أو لا تضطر إلى الاندماج في جماعة الحي شونايكاي (町内会، « جمعية الحي»). ولقد تم تدمير العديد منالماشيا في 2010، لإفساح المجال أمام الفنادق الكبيرة واستيعاب السياحة الجماعية. أما تلك التي ما زال يُحافظ عليها، بفضل المبادرات الخاصة، فقد تم تحويلها إلى متاجر ومطاعم أو مقاهي، وفنادق صغيرة (دورضيافة). حيث تم تجديدها في بعض الأحيان، لتصبح أكثر راحة قليلاً وإيجاد سكان جدد يجذبهم فنها المعماري.